# 劳动镇 (青冈县)
劳动镇，是中华人民共和国黑龙江省绥化市青冈县下辖的一个镇。
2014年2月27日，黑龙江省民政厅批复同意撤销劳动乡，设立劳动镇。

## 行政区划
劳动镇下辖以下地区：
劳动村、自立村、东发村、民强村、五星村、双礼村、北斗村、新丰村、新富村、互助村、新跃村、新中村、西安村、新井村、新生村和跃进村。